# Wissegg
Der Wisseggpass (kurz: Wissegg) ist ein Pass im Schweizer Kanton Appenzell Ausserrhoden in der Gemeinde Trogen zwischen Trogen und Bühler. Die Passhöhe liegt auf einer Höhe von 1054 m ü. M. am Nordfuss des Gäbris.

## Einzelnachweise

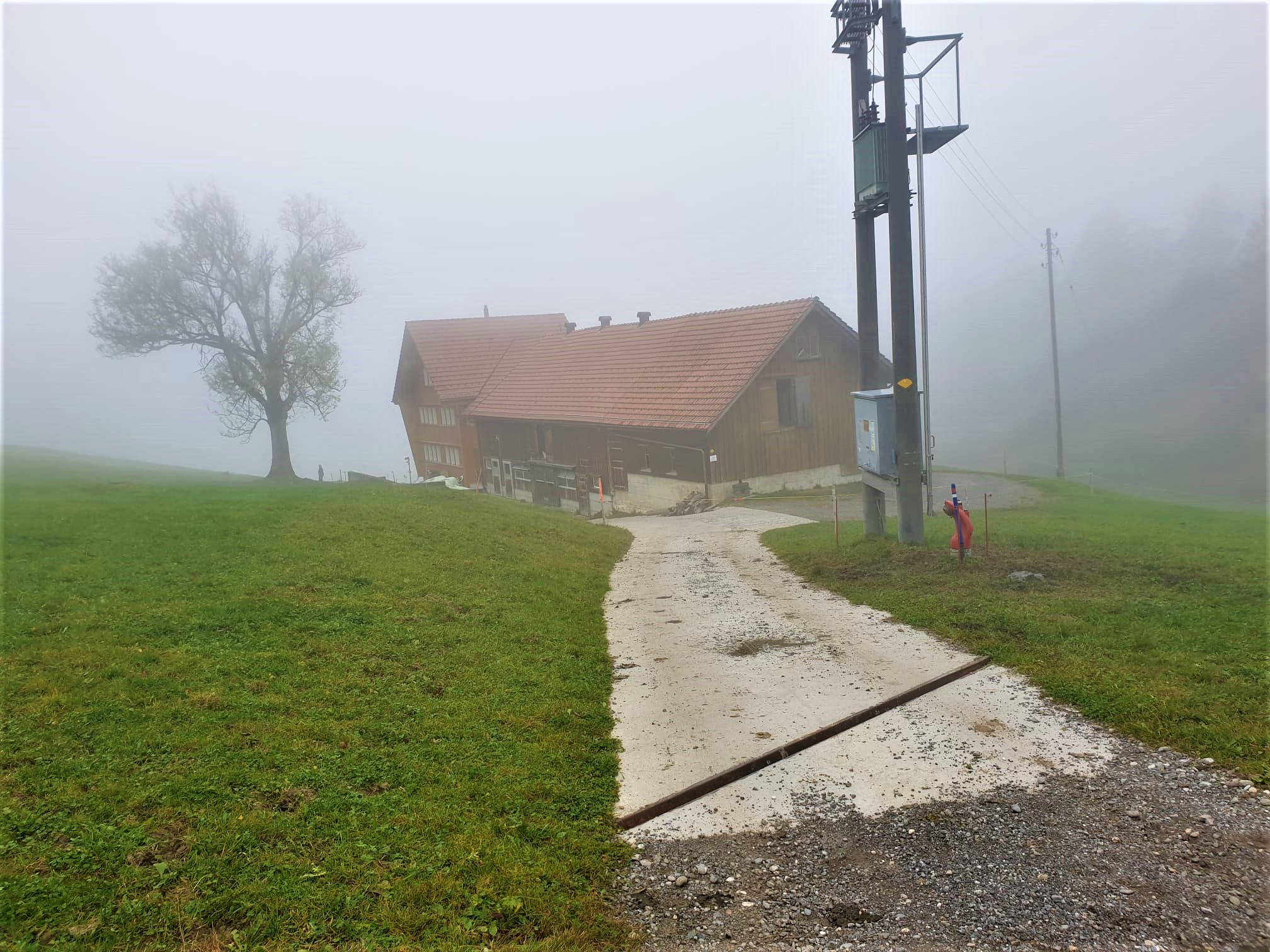
Bauernhaus Wissegg/Nassschwendi, Bühler AR, oberhalb der Passstrasse